# Брюэ-ла-Бюисьер
Брюэ-ла-Бюисьер (фр. Bruay-la-Buissière) — коммуна во Франции, регион О-де-Франс, департамент Па-де-Кале, округ Бетюн, центр одноименного кантона. Расположена в 9 км к юго-западу от Бетюна и в 25 км к северо-западу от Арраса, в 5 км от автомагистрали А26 "Англия" Труа-Кале.
Коммуна была образована в 1987 году путём слияния двух коммун - Брюэ-ан-Артуа и Ла-Бюисьер.
Население (2018) — 21 851 человек.

## История
В 1850 году в Брюэ-ан-Артуа была образована угледобывающая компания Брюэ, которая в период своего расцвета в середине XX века владела восемнадцатью угольными шахтами, четыре из которых располагались в самом Брюэ-ан-Артуа, а остальные - в расположенных рядом городках. После Первой мировой войны в Брюэ приехало много бельгийцев, итальянцев и особенно поляков, которые к 1939 году составили 90% работников шахт. Во время Второй мировой войны шахты имели важное стратегическое значение для немцев, но шахтёры организовали движение сопротивления. В июне 1941 года около 100 тысяч шахтёров начали забастовку против оккупационных властей, более 3 тысяч человек, в основном поляки, были арестованы и депортированы.
В результате истощения шахт к концу 50-х годов XX века добыча угля стала нерентабельной, и угольные шахты Брюэ были закрыты. Чтобы занять работой бывших шахтёров были открыты предприятия лёгкой промышленности и химические фабрики, но население города продолжает неуклонно сокращаться.

## Достопримечательности
- Здание мэрии постройки 1927 года. На окнах мэрии нанесены рисунки, изображающие жизнь шахтёров. Включено в список Всемирного наследия ЮНЕСКО в составе 109 объектов угольного бассейна Нор-Па-де-Кале.
- Церковь Святых Элигия и Мартина XV века в стиле готика, перестроенная в 1974 году
- Церковь Святого Жозефа в стиле неоготика 1913-1922 годов
- Бассейн в стиле ар-деко
- Донжон (главная башня) замка Ла-Бюисьер, построенная в 1310 году Маго д'Артуа
- Музей добычи угля
- Стела шахтерам

## Экономика
Структура занятости населения:
- сельское хозяйство - 0,1 %
- промышленность - 4,3 %
- строительство - 3,1 %
- торговля, транспорт и сфера услуг - 43,4 %
- государственные и муниципальные службы - 49,2 %

Уровень безработицы (2017) — 23,5 % (Франция в целом — 13,4 %, департамент Па-де-Кале — 17,2 %). 

Среднегодовой доход на 1 человека, евро (2017) — 17 750 (Франция в целом — 21 110, департамент Па-де-Кале — 18 610).

## Демография
Динамика численности населения, чел.

## Администрация
Пост мэра Брюэ-ла-Бюисьера с 2020 года занимает член партии Национальное объединение (бывший Национальный фронт) Людовик Пажо (Ludovic Pajot). На муниципальных выборах 2020 года возглавляемый им ультраправый список победил во 2-м туре, получив 51,98 % голосов.
| Период | Период | Фамилия       | Партия                   | Примечания                                                               |
| ------ | ------ | ------------- | ------------------------ | ------------------------------------------------------------------------ |
| 1987   | 1988   | Мишель Вашё   | Социалистическая партия  | преподаватель колледжа, депутат Национального собрания                   |
| 1988   | 1999   | Серж Жанкен   | Социалистическая партия  | профессор экономики, депутат Национального собрания                      |
| 1999   | 2017   | Ален Вашё     | Социалистическая партия  | член Генерального совета департамента, президент ассоциации коммун Артуа |
| 2017   | 2020   | Оливье Свитаж | Социалистическая партия  | территориальный атташе                                                   |
| 2020   |        | Людовик Пажо  | Национальное объединение | депутат Национального собрания, член Совета региона О-де-Франс           |

## Города-побратимы
- Мерб-ле-Шато, Бельгия
- Фрёнденберг, Германия
- Шверте, Германия
- Кедугу, Сенегал

## Галерея

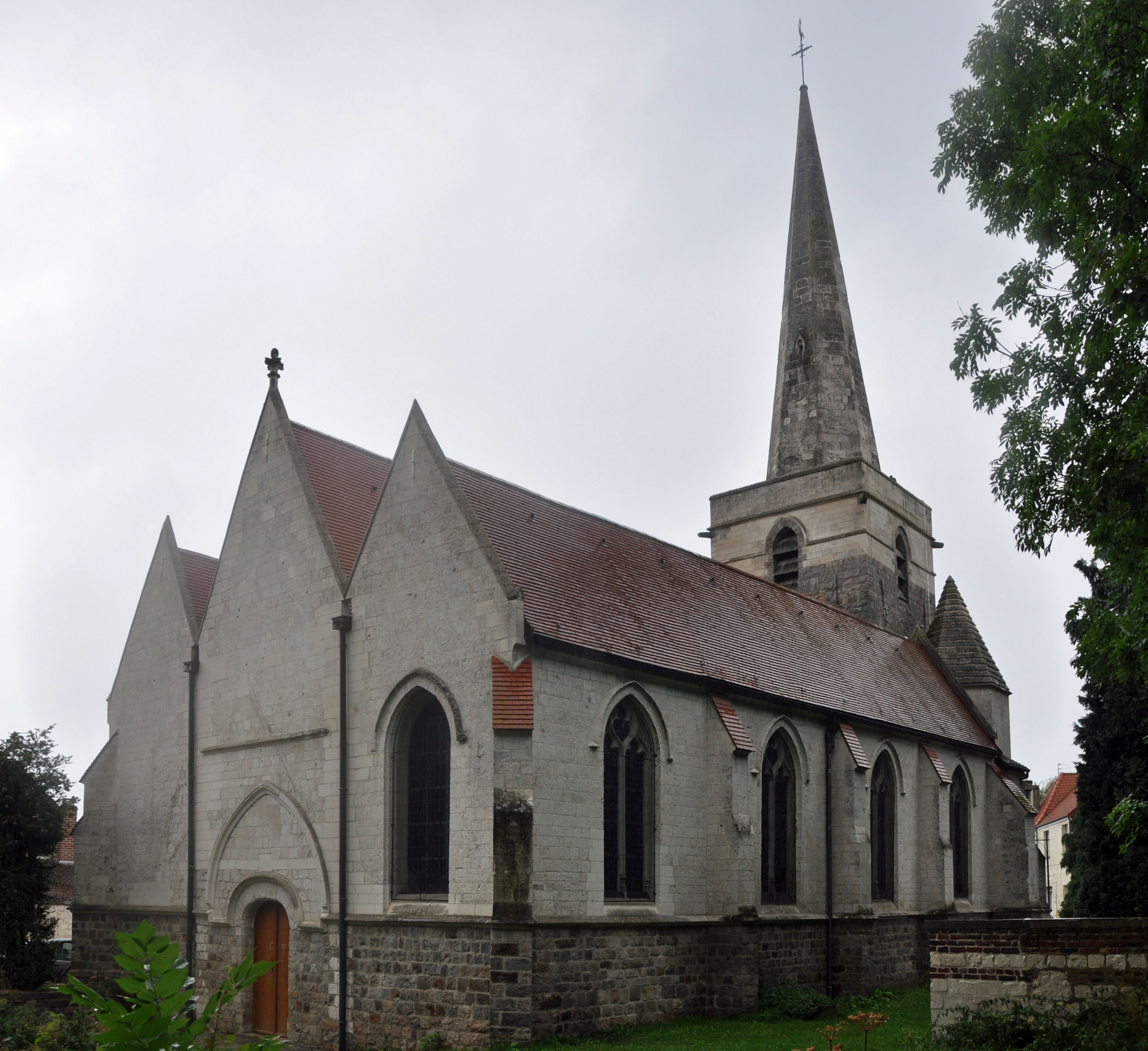
Церковь Святых Элигия и Мартина
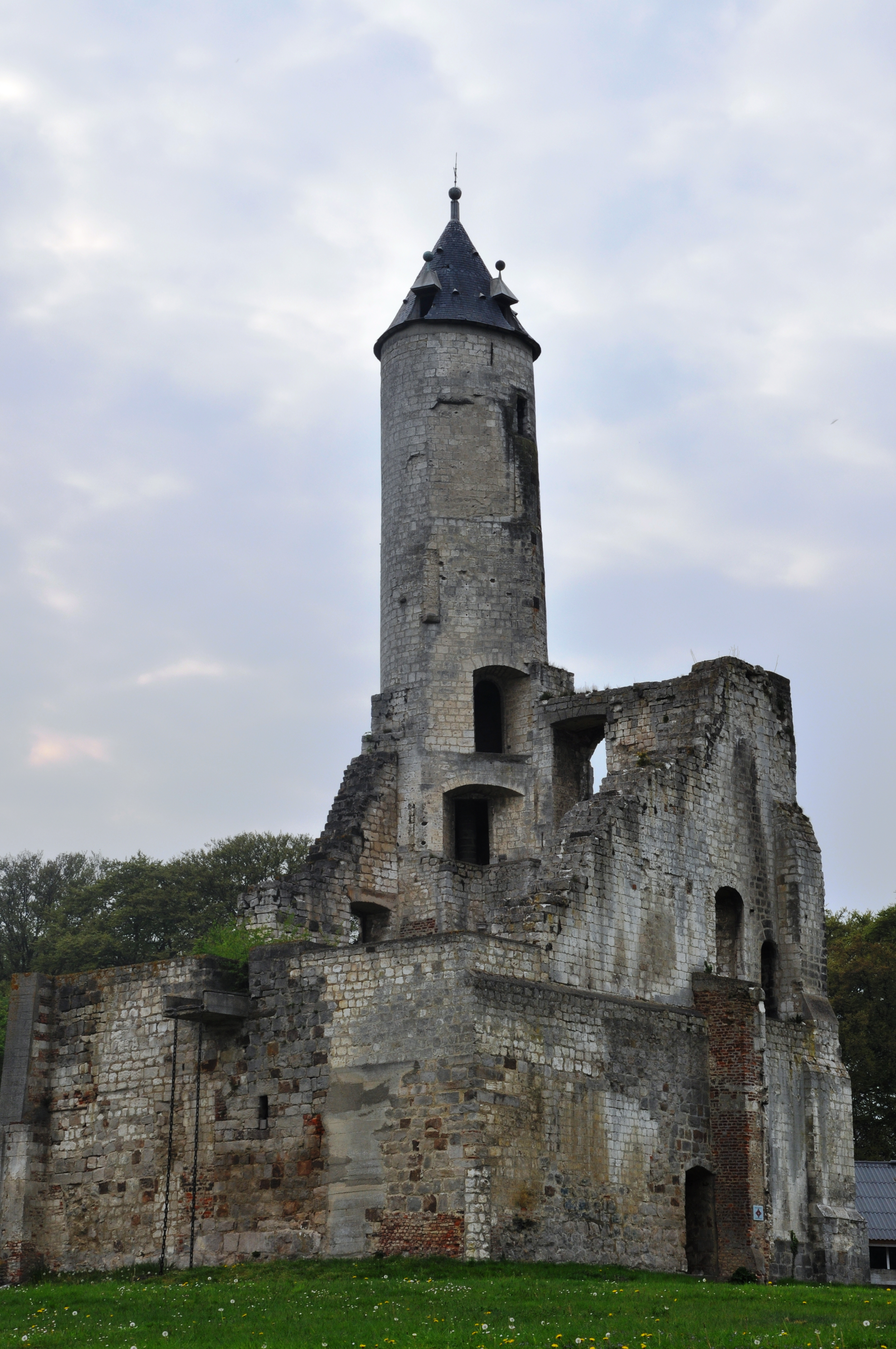
Донжон
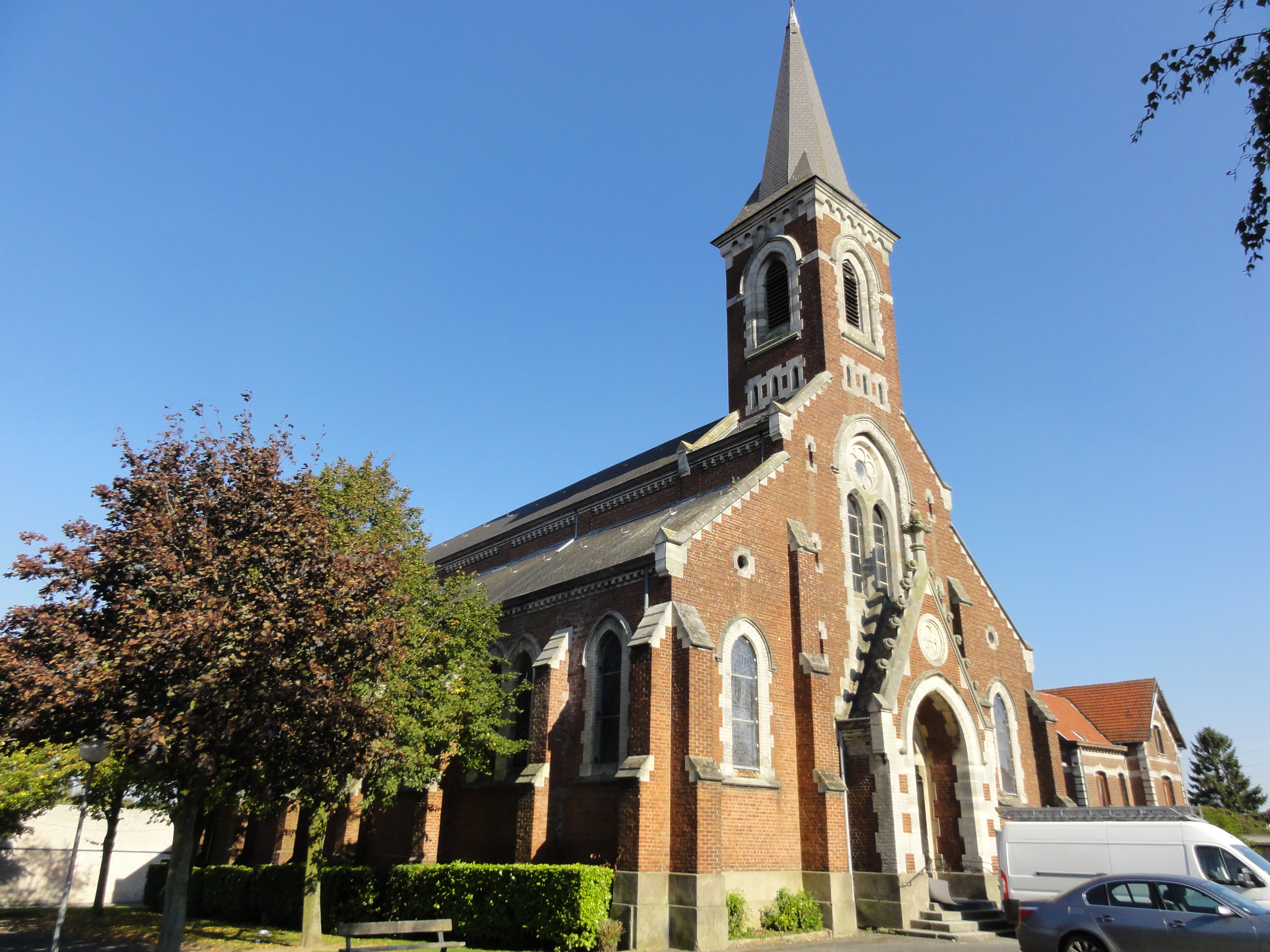
Церковь Святого Жозефа
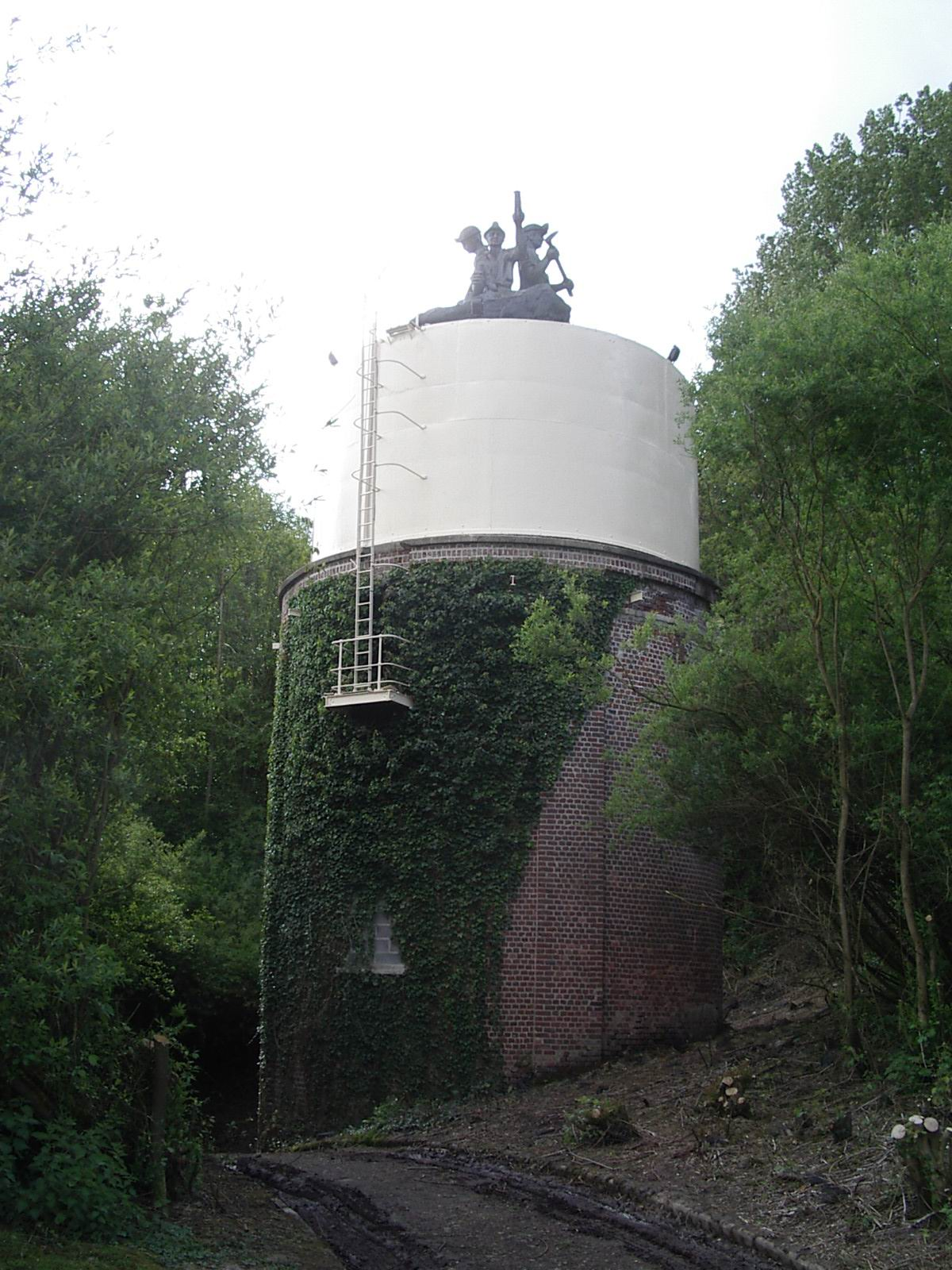
Стела шахтерам
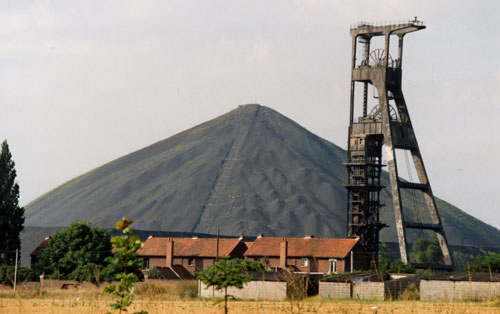
Отвал горной породы в Брюэ

1. 1 2  база данных о французских коммунах — Национальный географический институт Франции, 2015.